# Лі Юехун
Лі Юехун (кит.: 李越宏, нар. 28 серпня 1989, Шаньдун, Китай) — китайський стрілець, олімпійський чемпіон 2024 року, бронзовий призер Олімпійських ігор 2016 та 2020 року.

## Виступи на Олімпіадах
| Олімпіада           | Дисципліна                          | Місце |
| ------------------- | ----------------------------------- | ----- |
| Ріо-де-Жанейро 2016 | швидкострільний пістолет, 25 метрів | 3     |
| Токіо 2020          | швидкострільний пістолет, 25 метрів | 3     |
| Париж 2024          | швидкострільний пістолет, 25 метрів | 1     |

## Зовнішні посилання
- Лі Юехун на сайті ISSF (англійська)
- Лі Юехун на сайті Olympedia (англійська)
- Лі Юехун на сайті Chinese Olympic Committee (англійська)